# Cardiocrinum giganteum
Cardiocrinum giganteum, es la especie más grande de plantas de lirio. Puede crecer hasta los 3,5 metros de altura. Se encuentra en el Himalaya.

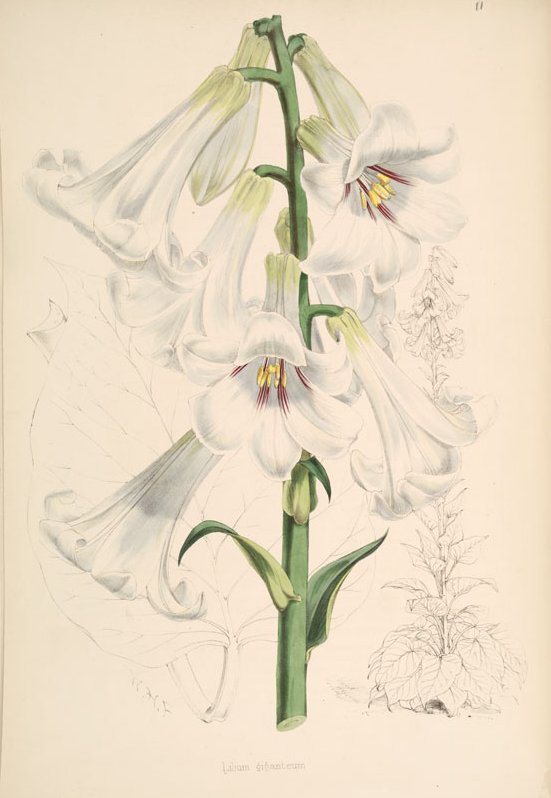
Dibujo.